# Corakolibri
Der Corakolibri (Thaumastura cora), auch Cora-Kolibri geschrieben, ist ein Vogel aus der Familie der Kolibris (Trochilidae) und die einzige Art der somit monotypischen Gattung Thaumastura. Er kommt in den südamerikanischen Ländern Chile und Peru und eventuell in Ecuador vor. Der Bestand wird von der IUCN als „nicht gefährdet“ (least concern) eingestuft.

## Merkmale

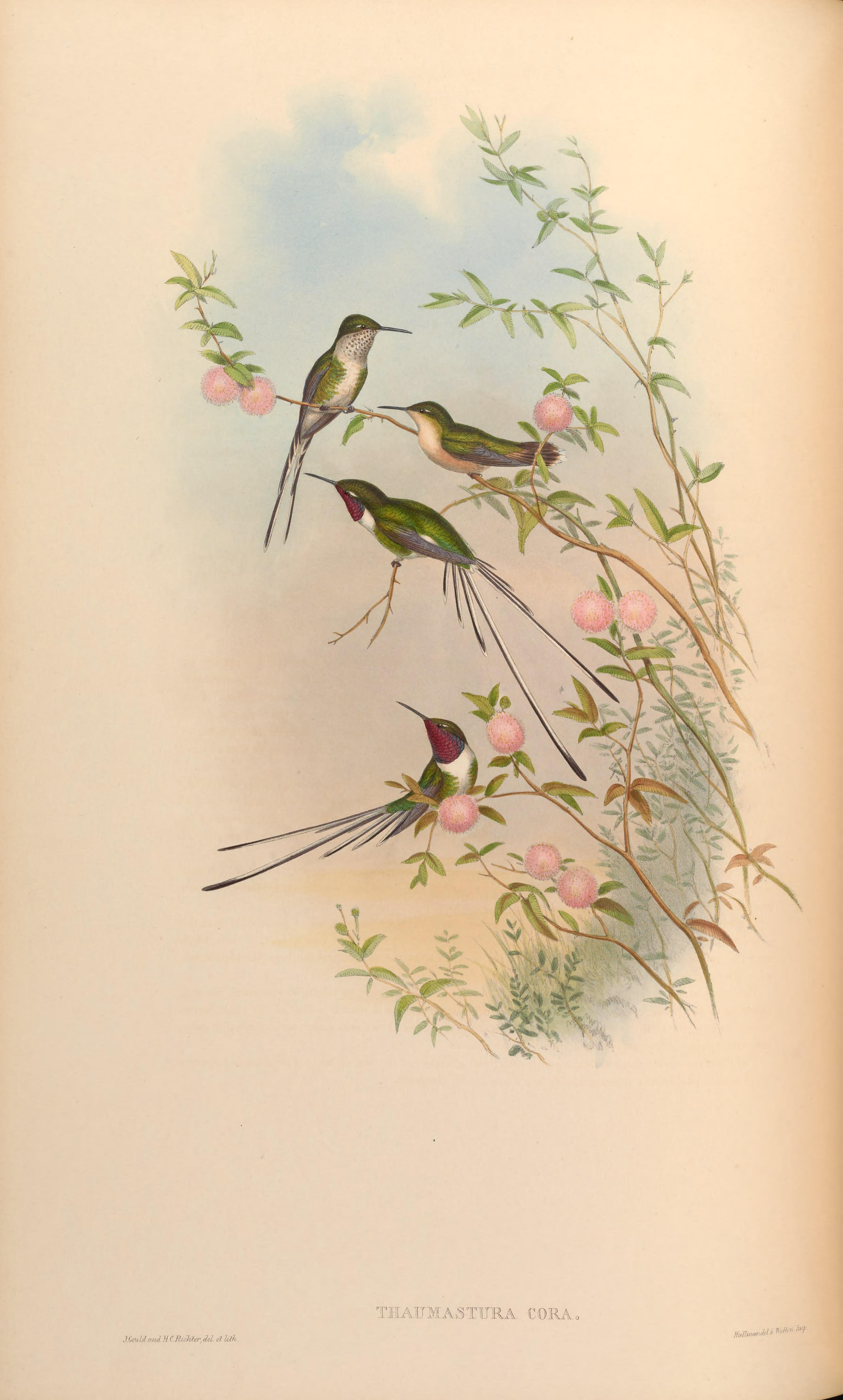
Corakolibris – Stich nach John Gould von Henry Constantine Richter

Der männliche Corakolibri erreicht eine Körperlänge von etwa 13 bis 15 cm. Das Weibchen ist deutlich  kleiner und wird zwischen 7 und 7,5 cm groß. Der kurze gerade Schnabel macht dabei ca. 12 mm aus. Die Oberseite des Männchens schimmert in hellem Grün. Die glitzernde Magentafärbung der Kehle geht ein wenig in die Seite über. Die Unterseite ist grauweiß mit grünen Flecken an der Seite. Der Schwanz ist ca. 10 cm lang, wobei die überwiegend weißen zentralen Steuerfedern am längsten sind. Alle anderen Schwanzfedern weisen eine Braunfärbung auf. Die Oberseite des Weibchens ziert ebenfalls ein heller schimmernder Grünton. Die Unterseite ist gelblich weiß. Der deutlich kürzere, 2 cm lange Schwanz ist überwiegend schwarz mit weißen Flecken. Die zentralen Steuerfedern sind grün.
Junge Männchen sind den ausgewachsenen sehr ähnlich, haben aber eine gesprenkelte Kehlfärbung und einen weißen Bruststrich.

## Verbreitung und Lebensraum

Verbreitungsgebiet des Corakolibris (grün)

Corakolibris leben in Oasen, im Dickicht in der Nähe von Flussufern und in der Nebelvegetation der trockenen Küstenlandschaft Perus und dem extremen Norden Chiles. In der Ancash und speziell in den südlicheren Gebieten des Verbreitungsgebiets findet man sie bis zu 3000 Meter über dem Meeresspiegel. Oft kann man sie auch in Kulturlandschaften sowie Gärten beobachten. Im Jahr 1991 wurde ein Weibchen im extremen Süden Ecuadors in der Provinz Loja gesichtet. Wahrscheinlich handelt es sich hierbei um einen Irrflug während der saisonalen Migration. Da das Verbreitungsgebiet in Peru bis in die Region Piura reicht, kann aber ein vereinzeltes Vorkommen in Ecuador nicht ganz ausgeschlossen werden. In Chiles Norden weitet der Corakolibri seit der Erstsichtung 1971 sein Verbreitungsgebiet massiv aus. 2010 war die Population schon auf tausende Individuen angewachsen und bis in die Täler von Vitor, Codpa und Camarones weiter nach Süden vorgedrungen.

## Verhalten
Es ist nicht viel über das Verhalten der Corakolibris bekannt. Zur Nahrungsaufnahme fliegen sie das Gestrüpp in den Bergen an. Es wurde beobachtet, dass sie die gleichen Pflanzen wie die Türkiskehlelfe (Myrtis fanny) anfliegen. In bestimmten Gebieten und saisonal können sie in größerer Anzahl angetroffen werden.

## Lautäußerungen
Die Laute, die Corakolibris auf freiliegenden Ästen sitzend ausstoßen, bestehen aus schnellen ungeordneten Serien von kräftigen tschip-Rufen, elektrisch wirkenden Summlauten und piepsigem Geträller. Die tschip-Rufe erfolgen manchmal in schnellen Serien.

## Etymologie und Forschungsgeschichte

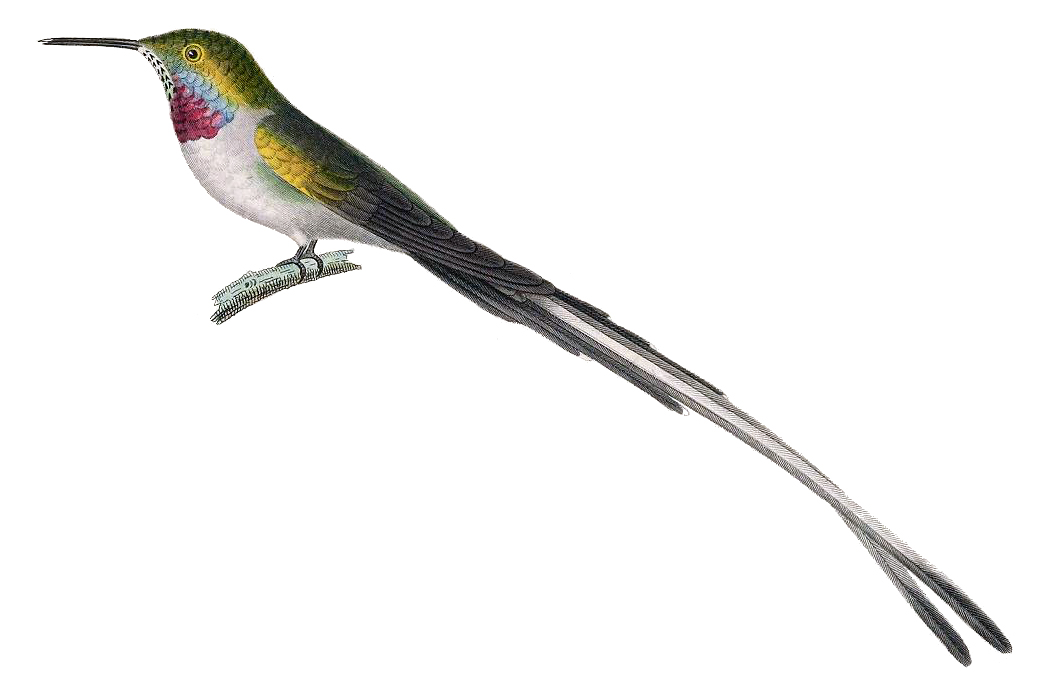
Corakolibri gemalt von Antoine Germain Bevalet (1779–1850) als Teil der Originalbeschreibung

René Primevère Lesson und  Prosper Garnot beschrieb den Corakolibri zunächst unter dem Namen Orthorynchus Cora. Das Typusexemplar hatte der Offizier der Fregatte La Coquille, Herr de Blois de la Calande gefangen. Erst später wurde er von Charles Lucien Jules Laurent Bonaparte in seinem Buch Conspectus generum avium der Gattung Thaumastura zugeschlagen.
Der Gattungsname Thaumastura leitet sich aus den griechischen Wörtern θαύμα, θαύματος; θαυμαστός thaúma, thaúmatos; thaumastós für „Wunder; wunderbar“ und οὐρά ourá für „Schwanz“ ab.
Der Artname cora wurde zu Ehren einer Sonnenpriesterin der Inkas in Jean-François Marmontels Novelle Les Incas ou la destruction de l’empire du Pérou aus dem Jahre 1777 vergeben. So schrieb Lesson:

« L’oiseaux-mouche Cora, dont le nom rappelle la tochante prêtresse du Soleil, de l’histoire des Inca de Marmontel, habite les bouquets d’arbustes épars aux alentours de Callao, nom loin de Lima, la Ciudad de los Reyes du farouche conquérant du Pérou (Pizarre) »